# Райнхард Шеер
Карл Фридрих Хайнрих Райнхард Шеер (на немски: Carl Friedrich Heinrich Reinhard Scheer) е германски адмирал, който командва германския Флот на откритото море в Ютландската битка през 1916 г.

## Биография
Шеер е роден на 30 септември 1863 г. в Обернкирхен, тогава в рамките на Курфюрство Хесен. Произлиза от семейство от средната класа, което първоначално затруднява военноморската му кариера, тъй като по това време във флота преобладават заможните фамилии.
Присъединява се към Кайзерлихе Марине през 1879 г., а към 1907 г. вече е капитан на линеен кораб. Назначен е за началник-щаб на Флота на откритото море под командването на Хенинг фон Холцендорф през 1910 г., а от 1913 г. е командир на бойна ескадра. При избухването на Първата световна война, той насърчава използването на подводници и добива известност като подводен стратег. Въпреки това, той надценява силата им и оставя лошо впечатление у неутралните по това време САЩ. Той планира подводни нападения срещу британски пристанища, използвайки кораби на повърхността като примамка, докато подводниците чакат от засада пристигането на британските кораби. На Шеер е поверено командването на военноморския флот през януари 1916 г. Той се надява да предизвика стратегическо разцепване на числено превъзхождащия го британския флот, което би му позволило да го унищожи. Внимателното планиране комбинирано с доза късмет събира флотовете на двете сили в Ютландската битка (31 май - 1 юни 1916 г.). Това е единствената голяма военноморска битка през войната. Макар че британският флот не е разделен и числено превъзхожда германците, маневрите на Шеер в крайна сметка спасяват германския Флот на откритото море от унищожение. Самата битка е със спорен резултат и за двете страни.
На 8 август 1918 г. Шеер наследява Холцендорф като началник-щаб на адмиралтейството. Служи на тази позиция пет месеца, преди да се пенсионира. Заедно с Франц фон Хипер, който го е наследил като командир на флота, той планира ново дръзко нападение срещу британския флот през октомври 1918 г., но планът му е осуетен от Килското въстание от 30 октомври 1918 г., организирано от моряци и довело до Германската революция. Впоследствие е освободен от длъжност от Вилхелм II на 9 ноември. На следващата година публикува мемоарите си за Ютландската битка.
Шеер е поддръжник на строгата дисциплина и сред военноморските сили е познат като „човекът с желязната маска“, поради строгия му вид. През 1925 г. пише автобиографията си. Умира на 26 ноември 1928 г. в Марктредвиц. Погребан е във военното гробище във Ваймар. В негова чест по-късно е спуснат вода тежкият крайцер "Адмирал Шеер".